# Asynapta baltica
Asynapta baltica är en tvåvingeart som beskrevs av Spungis 1988. Asynapta baltica ingår i släktet Asynapta och familjen gallmyggor.
Artens utbredningsområde är Lettland. Inga underarter finns listade i Catalogue of Life.